# 167 Urda
Urda (asteroide 167) é um asteroide da cintura principal com um diâmetro de 39,94 quilómetros, a 2,7568409 UA. Possui uma excentricidade de 0,0336352 e um período orbital de 1 759,96 dias (4,82 anos).
Urda tem uma velocidade orbital média de 17,63426874 km/s e uma inclinação de 2,21049º.
Este asteroide foi descoberto em 28 de Agosto de 1876 por Christian Peters.
Este asteroide recebeu este nome em homenagem à deusa Urd da mitologia nórdica.